# مارشویل (کارولینای شمالی)
مارشویل (به انگلیسی: Marshville) شهری در ایالت کارولینای شمالی کشور ایالات متحده آمریکا است که جمعیت آن در سرشماری سال ۲۰۱۰ میلادی، ۲٬۴۰۲ نفر بوده‌است.